# 本多隆二
本多 隆二（ほんだ りゅうじ、1963年2月22日 - ）は、愛知県出身の俳優。
身長176cm。体重68kg。
かつてはNLT俳優教室、劇団青杜、宝井プロジェクトに所属していた。

## 出演作品

### 映画
- Love Letter（1995年）
- SCOOP!（2016年）

### テレビ
- ザ!世界仰天ニュース
- 中居正広の金曜日のスマイルたちへ

### ドラマ
- 美少女H（1998年）
- スウィートデビル（1998年） - 泉の父
- 走れ公務員!（1998年） - 金沢
- 金曜エンタテイメント ベストセラー作家は白百合の仕置人（1999年）
- 傷だらけの女（1999年） - タクシー運転手
- ロマンス（1999年） - バーの客
- 女医 NOTHING LASTS FOREVER（1999年） - 患者
- しくじり鏡三郎（1999年）
- 平成夫婦茶碗〜ドケチの花道〜（2000年） - 照明マン
- 喪服のランデヴー（2000年）
- 新宿暴走救急隊（2000年） - キャバレーの店長
- ある日、嵐のように（2001年）
- ウルトラシリーズ
  - ウルトラマンコスモス（2002年） - 警備員
  - ウルトラマンマックス（2005年） - 駐在
- メッセージ〜言葉が裏切っていく〜（2003年） - 作業員
- 火曜サスペンス劇場 生死不明（2003年）
- ブラックジャックによろしく（2003年） - 救急隊員
- マザー&ラヴァー（2004年）
- 夫婦。（2004年）
- 義経（2005年） - 藤原行政
- がんばっていきまっしょい（2005年）
- 古畑任三郎ファイナル（2006年） - カメラマン
- 時効警察（2006年） - 市河浩之
- 純情きらり（2006年）
- 孤独の賭け〜愛しき人よ〜（2007年）
- 安宅家の人々（2008年）
- パンドラ（2008年）
- 華麗なるスパイ（2009年） - 深川安楽亭の客
- 左目探偵EYE（2009年）
- LADY〜最後の犯罪プロファイル〜（2011年） - 警備員
- ジウ 警視庁特殊犯捜査係（2011年） - 刑事

### 舞台
- ダイニングテーブル
- しあわせの黄色いハンカチ
- 月の小鳥たち - 校長
- セラピスト - 精神科医